# Heterotermia
Heterotermia (różnocieplność) – mechanizm  regulacji temperatury ciała zwierząt stałocieplnych: ptaków i ssaków, które zdolne są do okresowej zmiany stałej temperatury swojego ciała,  w czasie odrętwienia lub  hibernacji. Zwierzęta takie określane są jako heterotermiczne.